# Dhofaria splendens
Dhofaria splendens is een rechtvleugelig insect uit de familie Pamphagidae. De wetenschappelijke naam van deze soort is voor het eerst geldig gepubliceerd in 1980 door Popov.